# Water Valley (Misisipi)
Water Valley es una ciudad del Condado de Yalobusha, Misisipi, Estados Unidos. Según el censo de 2000 tenía una población de 3.677 habitantes y una densidad de población de 201.9 hab/km².

## Demografía
Según el censo de 2000, había 3.677 personas, 1.470 hogares y 961 familias residiendo en la localidad. La densidad de población era de 201,9 hab./km². Había 1.675 viviendas con una densidad media de 92,0 viviendas/km². El 57,87% de los habitantes eran blancos, el 40,74% afroamericanos, el 0,33% amerindios, el 0,16% asiáticos, el 0,22% isleños del Pacífico, el 0,19% de otras razas y el 0,49% pertenecía a dos o más razas. El 1,20% de la población eran hispanos o latinos de cualquier raza.
Según el censo, de los 1.470 hogares en el 30,0% había menores de 18 años, el 39,0% pertenecía a parejas casadas, el 23,2% tenía a una mujer como cabeza de familia, y el 34,6% no eran familias. El 31,8% de los hogares estaba compuesto por un único individuo, y el 16,2% pertenecía a alguien mayor de 65 años viviendo solo. El tamaño promedio de los hogares era de 2,43 personas y el de las familias de 3,07.
La población estaba distribuida en un 26,5% de habitantes menores de 18 años, un 8,9% entre 18 y 24 años, un 26,2% de 25 a 44, un 21,1% de 45 a 64, y un 17,3% de 65 años o mayores. La media de edad era 37 años. Por cada 100 mujeres había 81,3 hombres. Por cada 100 mujeres de 18 años o más, había 74,3 hombres.
Los ingresos medios por hogar en la localidad eran de 23.777 dólares ($), y los ingresos medios por familia eran 31.083 $. Los hombres tenían unos ingresos medios de 26.888 $ frente a los 20.127 $ para las mujeres. La renta per cápita para la ciudad era de 13.324 $. El 26,9% de la población y el 23,7% de las familias estaban por debajo del umbral de pobreza. El 37,5% de los menores de 18 años y el 15,9% de los habitantes de 65 años o más vivían por debajo del umbral de pobreza.

## Geografía
Según la Oficina del Censo de los Estados Unidos, la localidad tiene un área total de 18,2 km², todos ellos correspondientes a tierra firme.